# Щербань Володимир Петрович
Ще́рбань Володи́мир Петро́вич (нар. 26 січня 1950, Артемівськ, тепер Кипуче) — український політик.

## Біографія
Народився 1950 року в місті Артемівську. З 1967 року — учень слюсаря з ремонту обладнання цеху точного ливарництва, Донецького ВО «Точмаш». 1969—1971 роки — служба в армії. В період 1971—1972 — слюсар з ремонту обладнання, Донецького ВО «Точмаш».
- 1972—1976 рік навчався в Донецькому інституті радянської торгівлі. З 1976 року — начальник відділу торгівлі плодоовочевих господарств, 1977—1979 роки — директор оптово-роздрібного плодокомбінату, Чернівецького обласного управління торгівлі. Працював у закладах торгівлі міста Донецька. Був директором універсаму «Україна».
- 1990 — депутат, голова постійної комісії з товарів народного споживання, торгівлі та послуг населенню Донецької міськради. З грудня 1992 по 1994 рік — заступник голови Донецького міськвиконкому. З 10 липня 1994 до 4 жовтня 1996 — голова Донецької облради народних депутатів. З 11 липня 1995 по 18 липня 1996 — голова Донецької облдержадміністрації[6][7]. Був членом Комісії з розробки Концепції державної промислової політики на 1996—2000 роки.

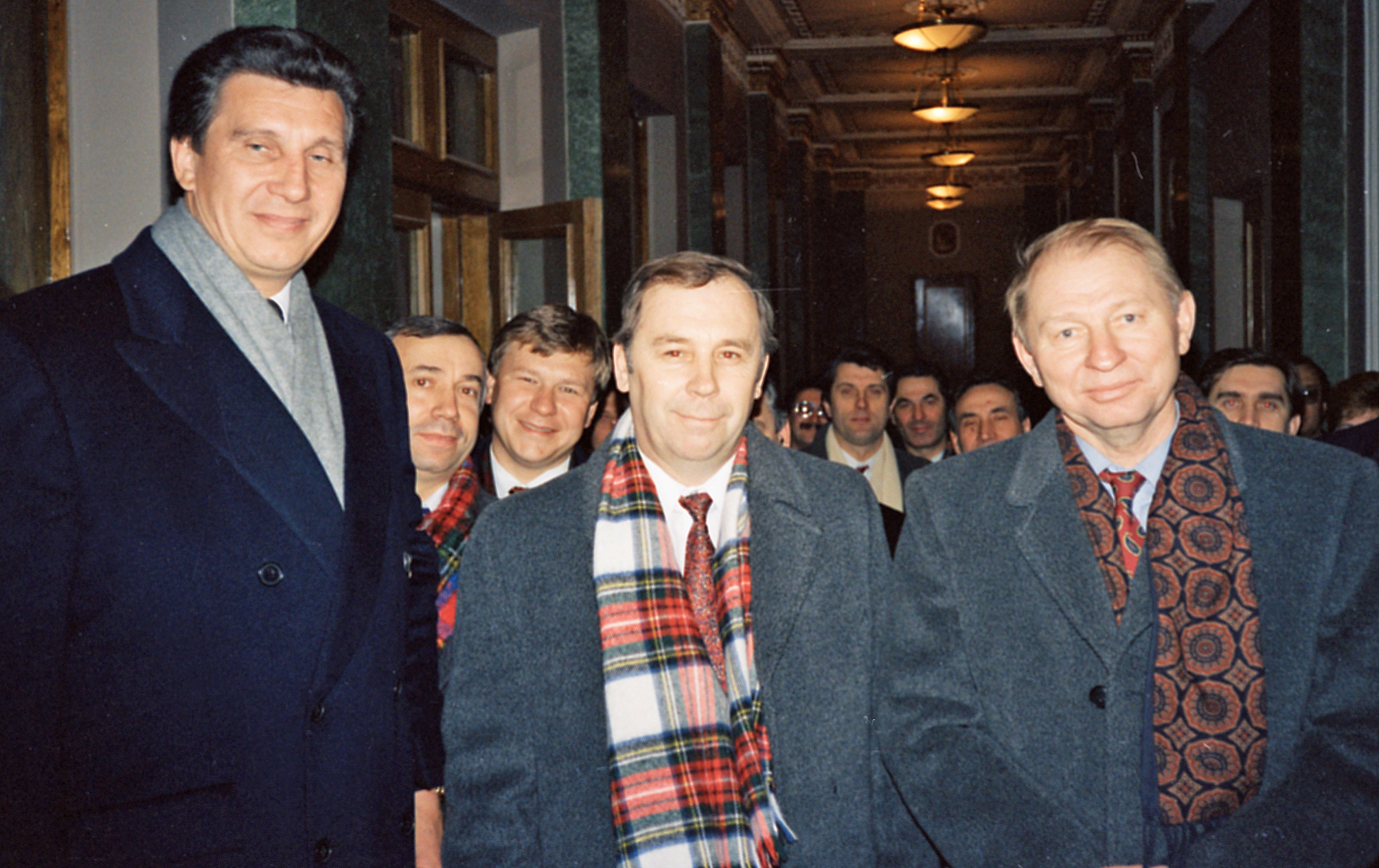
В.Щербань, В.Рибак та Л.Кучма в Донецькому театрі опери і балету

Народний депутат України 2-го скликання з 11 травня 1994 до 12 травня 1998, Будьоннівський виборчий округ № 107, Донецька область, висунутий трудовим колективом. Член (до жовтня 1996 — керівник) фракції «Соціально-ринковий вибір». Член Комітету з питань бюджету.
Народний депутат України 3-го скликання з 12 травня 1998 до 7 вересня 1999, виборчий округ № 41, Донецька область. На час виборів: народний депутат України, член ЛПУ. Уповноважений представник групи «Незалежні» (з липня 1998). Голова підкомітету з питань економічної політики та управління народним господарством Комітету з питань економічної політики, управління народним господарством, власності та інвестицій (з липня 1998). Склав повноваження 7 вересня 1999.
Депутат Сумської обласної ради ІV скликання (2002-2006), член постійної комісії з питань бюджету, фінансів, планування, ринкових реформ , управління комунальною власністю.
Народний депутат України 4-го скликання з 14 травня 2002 до 19 червня 2003 від Блоку Віктора Ющенка «Наша Україна», № 44 в списку. На час виборів: голова Сумської облдержадміністрації, член ЛПУ. Член фракції «Наша Україна» (травень 2002), член фракції «Єдина Україна» (травень — липень 2002), член групи «Народний вибір» (з липня 2002). Член Комітету з питань фінансів і банківської діяльності (з червня 2002). Склав депутатські повноваження 19 червня 2003.
Автор книги «Сповідь перед сном, або два роки заради майбутнього: Записки губернатора, який відважився на реформи» (1997).

## Нагороди, звання
- Нагороджений орденом «За заслуги» III ступеня (січень 2000)[9].
- Державний службовець 1-го рангу (жовтень 1994)[10].
- Почесний землевпорядник України (2002)[11].